# Ulica Międzyborska w Warszawie
Ulica Międzyborska – ulica w warszawskiej dzielnicy Pragi-Południe.

## Opis
Podczas obrony Warszawy we wrześniu 1939 roku na skrzyżowaniu z al. Jerzego Waszyngtona znajdowała się reduta „Skrzyżowanie”, broniona przez żołnierzy z 21 Pułku Piechoty „Dzieci Warszawy”, zamykająca atakującym Niemcom najkrótszą drogę do mostu Poniatowskiego. W 1986 roku na domu przy al. Waszyngtona 104 odsłonięto tablicę upamiętniającą obrońców reduty.
Nazwa ulicy pochodzi od nazwy Międzybórz lub Międzyborze (wsie i miasto w różnych miejscach Polski. Nazwy takie oznaczają miejscowość między borami. Do 1950 ulica nosiła nazwę generała Franciszka Żymirskiego, uczestnika insurekcji kościuszkowskiej, śmiertelnie rannego w bitwie o Olszynkę Grochowską. Została zmieniona w związku z pomyleniem z gen. Żymierskim (na niemieckim planie nazwa była zapisana jako Żymierskiego). Nazwa Żymirskiego została nadana innej ulicy w pobliżu.

## W kulturze masowej
- Przy ul. Międzyborskiej 87/2 zamordowano Andrzeja Stańskiego – fikcyjną postać z powieści milicyjnej autorstwa Jerzego Parfiniewicza – Skarb geodety[3].